# Dimítrios Liàlios
Dimítrios Liàlios (grec: Δημήτριος Λιάλιος)  (Patres, 1869 - Atenes, 13 de març de 1940), grec: Δημήτριος Λιάλιος, fou un compositor grec. Va ser un dels compositors més importants de la Grècia moderna amb una obra rica i variada (música simfònica, música de cambra, cançons per a veu i piano, etc.). Els èxits de D. Liàlios, especialment en els camps de la música simfònica i la música de cambra, tenen un gran valor històric, però també de qualitat en el context de la cultura musical grega moderna durant la transició del segle xix al XX.

## Biografia
Va néixer a Patres i era fill del fabricant de farines Loukas Lialios i Aikaterini Kaletziotis. Des de ben petit es va dedicar a la música i va aprendre a tocar el violí i el piano sota la direcció de l’italià Augusto Tiveri. El 1884 va marxar a Zúric per estudiar enginyeria mecànica però aviat va canviar d'opinió, després de discussions amb el poeta Konstantinos Hatzopoulos, es va traslladar a Múnic, i dedicà la seva atenció als estudis musicals on va tenir l'oportunitat de perfeccionar els seus estudis musicals al conservatori. El seu mestre fou Ludwig Thuille, un amic personal de Strauss.
La majoria de les seves composicions reflecteixen l'esperit del romanticisme alemany a l'estil de Johannes Brahms i Franz Liszt, clarament influït per la seva estada a Múnic. No obstant això, en els seus primers treballs que es van compondre sota la direcció del seu primer tutor es poden rastrejar influències italianes. Algunes d’aquestes obres es van publicar a Itàlia en aquella època.
Va crear més de 100 obres, incloent 22 composicions orquestrals, 14 obres de música de cambra, un rèquiem, una òpera i 2 composicions per a litúrgies ortodoxes gregues. Amb la seva obra va marcar el primer contacte del pensament musical grec modern amb la música d'Europa central. Quan va tornar a Patres, va fundar una orquestra amb membres de personalitats destacades de la societat de Patres.
El 1916 es va casar amb la soprano Irene Pal·lis, neboda d'Aleksandros Pal·lis, amb qui, quatre anys després, es va traslladar de nou a Múnic, on va exercir de vicecònsol de Grècia fins al 1935. Va morir a Atenes el 13 de març de 1940.